# Air Astana Flight 1388
Air Astana Flight 1388 var en transportflygning av ett Embraer ERJ-190LR plan från Air Astana från Lissabon i Portugal till Almaty i Kazakstan den 11 november 2018. Planet var tvunget att nödlanda då det inte reagerade rätt på piloternas försök att styra det.

## Bakgrund
Planet hade genomgått planlagt underhåll vid Indústria Aeronáutica de Portugal i Lissabon och skulle flygas tillbaka till hemmabasen i Almaty  via Minsk i Vitryssland. I underhållet ingick komplicerade ändringar, byte av vissa moduler och justeringar föranledda av dessa. Kontrollkablarna för skevrodren lades om i samband med ändringarna, och de lösgjordes också senare för att möjliggöra annat arbete. Då olyckan utreddes konstaterade man inkonsistenser i bokföringen av kontroller som borde ha gjorts efter ändringarna. Skevrodrens funktion borde ha kontrollerats, men inget fel hade upptäckts. Flygplanets system rapporterade problem som hindrar flygning (FLT CTR NO DISPATCH), vilket hindrade en del av kontrollerna, som därför uppsköts. Problemet kvarstod och försenade flygningen. När piloterna skulle ta över upptäckte de två andra fel och vägrade flyga. När de felen tagits om hand rapporterades inga ytterligare problem.

## Flygningen
Tre piloter var ombord, varav en på ett extra säte i cockpit, och tre underhållstekniker. De två andrepiloterna turades om att sköta uppgiften som "pilot to monitor" (PM).
Strax efter starten, vid regn och nedsatt sikt, meddelade piloten att han inte kunde aktivera autopiloten. Besättningen hade svårt att kontrollera planet och förklarade en dryg minut efter start nödläge för kontrolltornet. Autopiloten fungerade inte och de fick inga felmeddelanden, utöver varningarna som följde av flygets onormala rörelser. Besättningen begärde instruktioner för en nödlandning i Atlanten, men kunde inte ändra kursen dit på grund av svårigheterna med att kontrollera planet. Besättningen försökte på olika sätt att få kontroll över planet och upptäckte att skevrodren inte fungerade som de skulle och lärde sig så småningom att kontrollera planet hjälpligt. Flygplanet flög österut och kom till ett område med bättre sikt, där man visuellt bättre kunde se effekterna av styråtgärder. De kunde nu hålla höjd och kurs. Vägledda av kontrolltornet flög planet sedan söderut mot ett lämpligt flygfält med goda siktförhållanden. Det portugisiska luftvapnet skickade två stridsflygplan av typen F-16 för att guida det drabbade planet till en lämplig flygplats. Besättningen lyckades till slut att genomföra en nödlandning på Beja millitära flygplats i centrala Portugal efter två misslyckade försök. Landningen filmades av flygvapnet.
Haveriutredningen visade att olyckan berodde på en felaktig montering av kablarna till planets skevroder under underhållet. Kablarna hade förväxlats så att planet reagerade motsatt mot piloternas kommando. Misstaget begicks vid bytet av kablarna på underhållsverkstaden i Lissabon. Skevrodret behövs inte när planet taxar eller lyfter så piloterna hade inga möjligheter att upptäcka problemet innan starten.
En av passagerarna fördes till sjukhus med benbrott. Flygplanet fick så stora skador under den vådliga flygningen att det skrotades. På grund av skadornas omfattning klassificerades händelseförloppet som olycka, inte incident.